# Syndrome de Timothy
Le syndrome de Timothy est une maladie autosomique dominante rare impliquant plusieurs organes et associant des troubles de la conduction cardiaque et des cardiopathies congénitales, ainsi que des syncopes, et tachycardie et bradycardie à haut niveau provoquant des fibrillations ventriculaire. Elle est aussi caractérisée par des malformations physiques, ainsi que des anomalies neurologiques et du développement, une syndactylie (fusion des doigts et des orteils) et des troubles du spectre autistique.
Cette canalopathie est très rare puisque seulement prés de 60 cas confirmés dans le monde sont actuellement connues. L'espérance de vie est très réduite (inférieure à trois ans) en l'absence de prise en charge,.
Le syndrome de Timothy représente l'une des manifestations cliniques d'une série de troubles associés à des mutations du gène CACNA1C, qui code pour la sous-unité α du canal calcique Cav1.2 ,.

## Signes et symptômes

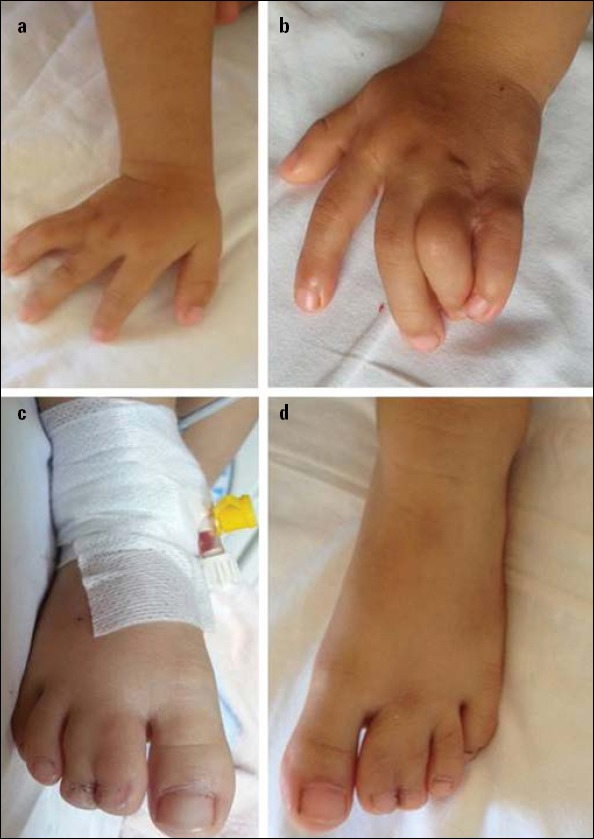
Syndactylie chez une fille de deux ans et demi atteinte du syndrome de Timothy

Le signe le plus frappant du syndrome de Timothy de type 1 est la cooccurrence d'une syndactylie et d'un syndrome du QT long chez un même patient. D'autres symptômes courants comprennent l'arythmie cardiaque (94 %), les malformations cardiaques (59 %) et l'autisme ou un trouble du spectre autistique (80 % des patients qui survivent suffisamment longtemps pour être évalués). Des dysmorphologies faciales telles que des nez aplatis surviennent également chez environ la moitié des patients. Les enfants atteints de ce trouble ont de petites dents, en raison d'un mauvais revêtement de l'émail, sont sujets aux caries dentaires et doivent souvent subir des extractions. L'âge moyen de décès dû aux complications de ces symptômes est de 2,5 ans, bien qu'il existe plusieurs cas de patients ayant vécu jusqu'à la mi-vingtaine ou la fin de la vingtaine,,,.
Le syndrome de Timothy de type 2 présente en grande partie les mêmes symptômes que la forme classique. Les différences avec la forme de type 2 sont l'absence de syndactylie, la présence de problèmes musculo-squelettiques (en particulier une hyperflexibilité articulaire) et souvent une dysplasie de la hanche. Les patients atteints du syndrome de Timothy de type 2 présentent également davantage de malformations faciales, notamment un front et une langue proéminents,.
Les enfants atteints du syndrome de Timothy ont tendance à naître par césarienne en raison d'une détresse fœtale,.

## Diagnostic
Avant la naissance, l'échocardiographie permet souvent d'identifier les détresse fœtales grâce à la mise en évidence d'un bloc AV 2:1 ou d'une bradycardie.
Le syndrome du QT long se manifeste parfois comme une complication due à une intervention chirurgicale visant à corriger la syndactylie. Dans d'autres cas, les enfants s'effondrent spontanément pendant qu'ils jouent. Dans tous les cas, le diagnostic est confirmé par des mesures ECG. La syndactylie et d'autres malformations sont généralement observées et diagnostiquées à la naissance.
Lorsque le variant pathogène CACNA1C a été identifié chez un membre de la famille, un test génétique prénatal est possible en cas de grossesses à risque et e séquençage du gène CACNA1C  confirme également le diagnostic. Une mutation du gène CACNA1C peut également être à l'origine du syndrome de Brugada  et du syndrome du QT long.

## Physiopathologie
Il existe deux types reconnus de syndrome de Timothy : la forme classique (type 1) et le type 2. Toutes deux sont causées par des mutations du gène CACNA1C, qui code la sous-unité α du canal calcique Cav1.2,. Ces mutations altèrent l’inactivation dépendante du voltage, entraînant une fermeture retardée du canal et une excitabilité cellulaire accrue.
Les mutations se situent dans des exons mutuellement exclusifs :
- L’exon 8a est associé à la forme classique (type 1) : l’exon 8a est fortement exprimé dans le cœur, le cerveau, les poumons, le tube digestif, le système immunitaire et les muscles lisses[9],[2].
- L’exon 8 est impliqué dans le type 2 : l’exon 8 est aussi exprimé dans ces tissus, mais à un niveau environ cinq fois supérieur[2].

Étant donné que l’exon 8 est plus exprimé dans le cœur que l’exon 8a, les anomalies cardiaques sont plus marquées dans le type 2.
La mutation G406R, située juste après le segment transmembranaire D1S6, est retrouvée dans la forme classique. Cette glycine conservée est essentielle à l’inactivation correcte du canal. Commune aux deux types, cette mutation provoque une inactivation défectueuse du canal, prolongeant l’entrée de calcium et la dépolarisation pendant le potentiel d’action cardiaque. Cela allonge l’intervalle QT et favorise les arythmies.
Une autre mutation, G402S, plus en amont, a d’abord été classée comme type 2, mais est désormais reconnue comme responsable d’un LQT8 non syndromique.
Un modèle porcin portant cette mutation a montré que la surcharge calcique crée un substrat pour une réentrée fonctionnelle, avec ralentissement de la conduction. Des études cellulaires ont révélé que l’autophosphorylation de CaMKII réduit le courant sodique, contribuant à ce ralentissement.

## Traitement
La chirurgie est généralement utilisée pour corriger les malformations cardiaques structurelles et la syndactylie. Le propranolol ou d'autres bêta-bloquants sont souvent prescrits, ainsi que la pose d'un stimulateur cardiaque pour maintenir un rythme cardiaque normal. Les mutations caractéristiques du syndrome de Timothy indiquant qu'elles provoquent des anomalies dans les courants calciques, les inhibiteurs calciques peuvent être efficaces comme agents thérapeutiques.

## Pronostic
Le pronostic pour les patients diagnostiqués du syndrome est très mauvais. En l'absence d'un traitement rapide et adapté des troubles cardiaques, la maladie est généralement létale en raison d'arythmies préécipitées par des infections, des maladies graves, l'hypoglycémie ou des complications liées à l'anesthésie.
Sur les 17 enfants analysés dans une étude de 2004, 10 sont décédés à un âge moyen de 2,5 ans. Parmi ceux qui ont survécu, trois ont été diagnostiqués avec l'autisme, un avec un trouble du spectre autistique et le dernier présentait de graves retards dans le développement du langage. Un patient présentant la mutation G402S était en grande partie normal, à l'exception d'une arythmie cardiaque. De même, la mère de deux patients atteints du syndrome de Timothy était également porteuse de la mutation, mais ne présentait aucun phénotype évident. Dans ces deux cas, cependant, l'absence de gravité du trouble était due à un mosaïcisme,.

## Historique
Certaines des anomalies observées dans le syndrome de Timothy ont été décrites dans les années 1990. Cependant, il a été associé à des anomalies des canaux calciques en 2004, et le trouble a alors été nommé « syndrome de Timothy » en l'honneur de Katherine W. Timothy, qui a été parmi les premières à identifier un cas et a effectué une grande partie de l'analyse phénotypique qui a révélé d'autres anomalies,,.

## Sources
- (en) Igor Splawski, Katherine W Timothy, Silvia G Priori, Carlo Napolitano, Timothy Syndrome in GeneTests: Medical Genetics Information Resource (database online). Copyright, University of Washington, Seattle. 1993-2006